# Tour of Qinghai Lake 2024
Il Tour of Qinghai Lake 2024, ventitreesima edizione della manifestazione e valido come trentunesima prova dell'UCI ProSeries 2024 categoria 2.Pro, si svolse in otto tappe dal 7 al 14 luglio 2024 su un percorso di 1193,3 km, con partenza da Xining e arrivo a Menyuan, in Cina. La vittoria fu appannaggio dell'ecuadoriano Jefferson Alveiro Cepeda, il quale completò il percorso in 26h58'47", alla media di 44,569 km/h, precedendo l'uruguaiano Thomas Silva e l'italiano Manuele Tarozzi.
Sul traguardo di Menyuan 121 ciclisti, dei 151 partiti da Xining, portarono a termine la competizione.

## Tappe
| Tappa  | Data      | Percorso           | km     | Vincitore di tappa | Leader cl. generale      |
| ------ | --------- | ------------------ | ------ | ------------------ | ------------------------ |
| 1ª     | 7 luglio  | Xining > Xining    | 120,6  | Jensen Plowright   | Jensen Plowright         |
| 2ª     | 8 luglio  | Duoba > Huzhu      | 112,3  | Eric Fagúndez      | Eric Fagúndez            |
| 3ª     | 9 luglio  | Huzhu > Guide      | 202,4  | Manuele Tarozzi    | Manuele Tarozzi          |
| 4ª     | 10 luglio | Guide > Gonghe     | 136,1  | Mario Aparicio     | Jefferson Alveiro Cepeda |
| 5ª     | 11 luglio | Gonghe > Xihaizhen | 127,2  | Jensen Plowright   | Jefferson Alveiro Cepeda |
| 6ª     | 12 luglio | Xihaizhen > Qilian | 205,6  | Davide Persico     | Jefferson Alveiro Cepeda |
| 7ª     | 13 luglio | Qilian > Menyuan   | 168,5  | Ahmet Örken        | Jefferson Alveiro Cepeda |
| 8ª     | 14 luglio | Menyuan > Menyuan  | 120,6  | Eric Fagúndez      | Jefferson Alveiro Cepeda |
| Totale | Totale    | Totale             | 1193,3 |                    |                          |

## Squadre e corridori partecipanti
| N.      | Cod. | Squadra                       |
| ------- | ---- | ----------------------------- |
| 1-7     | AST  | Astana Qazaqstan Team         |
| 11-17   | ADC  | Alpecin-Deceuninck            |
| 21-27   | BWB  | Bingoal WB                    |
| 31-37   | BBH  | Burgos-BH                     |
| 41-47   | CJR  | Caja Rural-Seguros RGA        |
| 51-57   | COR  | Corratec Vini Fantini         |
| 61-67   | VBF  | VF Group-Bardiani CSF-Faizanè |
| 71-77   | PPT  | Ferei Quick-Panda Podium      |
| 81-87   | PBS  | Maloja Pushbikers             |
| 91-97   | MSP  | Mazowsze Serce Polski         |
| 101-107 | PHV  | Parkhotel Valkenburg CT       |

| N.      | Cod. | Squadra                         |
| ------- | ---- | ------------------------------- |
| 111-117 | R0I  | Roojai Insurance                |
| 121-127 | STC  | Spor Toto Cycling Team          |
| 131-137 | STG  | St George Continental CT        |
| 141-147 | TIS  | Tarteletto-Isorex               |
| 151-157 | MED  | Team Medellín-EPM               |
| 161-167 | BDR  | Bodywrap Men's Cycling Team     |
| 171-177 | CGC  | China Glory-Mentech Continental |
| 181-187 | LNS  | Li Ning Star                    |
| 191-196 | HEN  | Hengxiang Cycling Team          |
| 201-207 | HST  | Huansheng-SCOM-Taishan Sport    |
| 211-217 | TYD  | Tianyoude Hotel Cycling Team    |

## Dettagli delle tappe

### 1ª tappa
- 7 luglio: Xining > Xining - 120,6 km

Risultati
| Pos. | Corridore         | Squadra   | Tempo    |
| ---- | ----------------- | --------- | -------- |
| 1    | Jensen Plowright  | Alpecin   | 2h30'52" |
| 2    | Enrico Zanoncello | VF Group  | s.t.     |
| 3    | Jesper Rasch      | Parkhotel | s.t.     |

| Pos. | Corridore         | Squadra      | Tempo    |
| ---- | ----------------- | ------------ | -------- |
| 1    | Jensen Plowright  | Alpecin      | 2h30'42" |
| 2    | Enrico Zanoncello | VF Group     | a 4"     |
| 3    | Luke Mudgway      | Li Ning Star | s.t.     |

### 2ª tappa
- 8 luglio: Duoba > Huzhu – 112,3 km

Risultati
| Pos. | Corridore         | Squadra   | Tempo    |
| ---- | ----------------- | --------- | -------- |
| 1    | Eric Fagúndez     | Burgos    | 2h37'17" |
| 2    | Davide Baldaccini | Corratec  | s.t.     |
| 3    | Saeid Safarzadeh  | Tianyoude | s.t.     |

| Pos. | Corridore         | Squadra   | Tempo    |
| ---- | ----------------- | --------- | -------- |
| 1    | Eric Fagúndez     | Burgos    | 5h07'59" |
| 2    | Davide Baldaccini | Corratec  | a 4"     |
| 3    | Saeid Safarzadeh  | Tianyoude | a 6"     |

### 3ª tappa
- 9 luglio: Huzhu > Guide – 202,4 km

Risultati
| Pos. | Corridore       | Squadra    | Tempo    |
| ---- | --------------- | ---------- | -------- |
| 1    | Manuele Tarozzi | VF Group   | 4h59'12" |
| 2    | Henok Mulubrhan | Astana     | s.t.     |
| 3    | J. Alv. Cepeda  | Caja Rural | a 3"     |

| Pos. | Corridore       | Squadra    | Tempo     |
| ---- | --------------- | ---------- | --------- |
| 1    | Manuele Tarozzi | VF Group   | 10h07'11" |
| 2    | Henok Mulubrhan | Astana     | a 12"     |
| 3    | J. Alv. Cepeda  | Caja Rural | a 20"     |

### 4ª tappa
- 10 luglio: Guide > Gonghe – 136,1 km

Risultati
| Pos. | Corridore        | Squadra    | Tempo    |
| ---- | ---------------- | ---------- | -------- |
| 1    | Mario Aparicio   | Burgos     | 3h28'31" |
| 2    | Adne van Engelen | Roojai     | s.t.     |
| 3    | Thomas Silva     | Caja Rural | a 2"     |

| Pos. | Corridore      | Squadra    | Tempo     |
| ---- | -------------- | ---------- | --------- |
| 1    | J. Alv. Cepeda | Caja Rural | 13h36'01" |
| 2    | Thomas Silva   | Caja Rural | a 1'50"   |
| 3    | Mario Aparicio | Burgos-BH  | a 1'52"   |

### 5ª tappa
- 11 luglio: Gonghe > Xihaizhen – 127,2 km

Risultati
| Pos. | Corridore        | Squadra | Tempo    |
| ---- | ---------------- | ------- | -------- |
| 1    | Jensen Plowright | Alpecin | 2h58'46" |
| 2    | Davide Persico   | Bingoal | s.t.     |
| 3    | Alexander Salby  | Bingoal | s.t.     |

| Pos. | Corridore      | Squadra    | Tempo     |
| ---- | -------------- | ---------- | --------- |
| 1    | J. Alv. Cepeda | Caja Rural | 16h34'47" |
| 2    | Thomas Silva   | Caja Rural | a 1'48"   |
| 3    | Mario Aparicio | Burgos-BH  | a 1'52"   |

### 6ª tappa
- 12 luglio: Xihaizhen > Qilian – 205,6 km

Risultati
| Pos. | Corridore         | Squadra         | Tempo    |
| ---- | ----------------- | --------------- | -------- |
| 1    | Davide Persico    | CorBingoalratec | 4h23'09" |
| 2    | Enrico Zanoncello | VF Group        | s.t.     |
| 3    | Thomas Silva      | Caja Rural      | s.t.     |

| Pos. | Corridore       | Squadra    | Tempo     |
| ---- | --------------- | ---------- | --------- |
| 1    | J. Alv. Cepeda  | Caja Rural | 20h57'56" |
| 2    | Thomas Silva    | Caja Rural | a 1'44"   |
| 3    | Manuele Tarozzi | VF Group   | a 2'20"   |

### 7ª tappa
- 13 luglio: Qilian > Menyuan – 168,5 km

Risultati
| Pos. | Corridore         | Squadra   | Tempo    |
| ---- | ----------------- | --------- | -------- |
| 1    | Ahmet Örken       | Spor Toto | 3h32'44" |
| 2    | T. Batsaikhan     | Roojai    | s.t.     |
| 3    | Martijn Rasenberg | Parkhotel | s.t.     |

| Pos. | Corridore       | Squadra    | Tempo     |
| ---- | --------------- | ---------- | --------- |
| 1    | J. Alv. Cepeda  | Caja Rural | 24h30'52" |
| 2    | Thomas Silva    | Caja Rural | a 1'44"   |
| 3    | Manuele Tarozzi | VF Group   | a 2'20"   |

### 8ª tappa
- 14 luglio: Menyuan > Menyuan – 120,6 km

Risultati
| Pos. | Corridore        | Squadra  | Tempo    |
| ---- | ---------------- | -------- | -------- |
| 1    | Eric Fagúndez    | Burgos   | 2h27'41" |
| 2    | Marcin Budziński | Mazowsze | a 1"     |
| 3    | Rodrigo Álvarez  | Burgos   | s.t.     |

| Pos. | Corridore       | Squadra    | Tempo     |
| ---- | --------------- | ---------- | --------- |
| 1    | J. Alv. Cepeda  | Caja Rural | 26h58'47" |
| 2    | Thomas Silva    | Caja Rural | a 1'31"   |
| 3    | Manuele Tarozzi | VF Group   | a 2'07"   |

## Evoluzione delle classifiche
| Tappa              | Vincitore          | Classifica generale Maglia gialla | Classifica a punti Maglia verde | Classifica scalatori Maglia a pois | Classifica migliore asiatico Maglia blu | Classifica a squadre          |
| ------------------ | ------------------ | --------------------------------- | ------------------------------- | ---------------------------------- | --------------------------------------- | ----------------------------- |
| 1ª                 | Jensen Plowright   | Jensen Plowright                  | Jensen Plowright                | Wang Jiancai                       | Yang Yang                               | VF Group-Bardiani CSF-Faizanè |
| 2ª                 | Eric Fagúndez      | Eric Fagúndez                     | Enrico Zanoncello               | Mario Aparicio                     | Saeid Safarzadeh                        | VF Group-Bardiani CSF-Faizanè |
| 3ª                 | Manuele Tarozzi    | Manuele Tarozzi                   | Manuele Tarozzi                 | Henok Mulubrhan                    | Saeid Safarzadeh                        | Caja Rural-Seguros RGA        |
| 4ª                 | Mario Aparicio     | Jefferson Alveiro Cepeda          | Henok Mulubrhan                 | Mario Aparicio                     | Saeid Safarzadeh                        | Caja Rural-Seguros RGA        |
| 5ª                 | Jensen Plowright   | Jefferson Alveiro Cepeda          | Henok Mulubrhan                 | Mario Aparicio                     | Saeid Safarzadeh                        | Caja Rural-Seguros RGA        |
| 6ª                 | Davide Persico     | Jefferson Alveiro Cepeda          | Henok Mulubrhan                 | Mario Aparicio                     | Saeid Safarzadeh                        | Caja Rural-Seguros RGA        |
| 7ª                 | Ahmet Örken        | Jefferson Alveiro Cepeda          | Henok Mulubrhan                 | Mario Aparicio                     | Saeid Safarzadeh                        | Caja Rural-Seguros RGA        |
| 8ª                 | Eric Fagúndez      | Jefferson Alveiro Cepeda          | Henok Mulubrhan                 | Mario Aparicio                     | Saeid Safarzadeh                        | Caja Rural-Seguros RGA        |
| Classifiche finali | Classifiche finali | Jefferson Alveiro Cepeda          | Henok Mulubrhan                 | Mario Aparicio                     | Saeid Safarzadeh                        | Caja Rural-Seguros RGA        |

Maglie indossate da altri ciclisti in caso di due o più maglie vinte
- Nella 2ª tappa Luke Mudgway ha indossato la maglia verde al posto di Jensen Plowright.
- Nella 4ª tappa Luke Mudgway ha indossato la maglia verde al posto di Manuele Tarozzi.

## Classifiche finali

### Classifica generale - Maglia rossa
| Pos. | Corridore         | Squadra    | Tempo     |
| ---- | ----------------- | ---------- | --------- |
| 1    | J. Alv. Cepeda    | Caja Rural | 26h58'47" |
| 2    | Thomas Silva      | Caja Rural | a 1'31"   |
| 3    | Manuele Tarozzi   | VF Group   | a 2'07"   |
| 4    | Henok Mulubrhan   | Astana     | a 2'11"   |
| 5    | Mario Aparicio    | Burgos     | a 2'18"   |
| 6    | Jokin Murguialday | Caja Rural | a 2'31"   |
| 7    | Santiago Umba     | Astana     | a 2'52"   |
| 8    | Jaume Guardeño    | Caja Rural | a 3'13"   |
| 9    | Eric Fagúndez     | Burgos     | a 3'54"   |
| 10   | Ander Okamika     | Burgos     | a 4'07"   |

### Classifica a punti - Maglia verde
| Pos. | Corridore         | Squadra    | Punti |
| ---- | ----------------- | ---------- | ----- |
| 1    | Henok Mulubrhan   | Astana     | 71    |
| 2    | Thomas Silva      | Caja Rural | 70    |
| 3    | Eric Fagúndez     | Burgos     | 45    |
| 4    | Jensen Plowright  | Alpecin    | 39    |
| 5    | Enrico Zanoncello | VF Group   | 36    |

### Classifica scalatori - Maglia a pois
| Pos. | Corridore                | Squadra    | Punti |
| ---- | ------------------------ | ---------- | ----- |
| 1    | Mario Aparicio           | Burgos     | 23    |
| 2    | Henok Mulubrhan          | Astana     | 20    |
| 3    | Jefferson Alveiro Cepeda | Caja Rural | 13    |
| 4    | Adne van Engelen         | Roojai     | 11    |
| 5    | Nils Sinschek            | Parkhotel  | 10    |

### Classifica miglior asiatico - Maglia blu
| Pos. | Corridore        | Squadra   | Punti     |
| ---- | ---------------- | --------- | --------- |
| 1    | Saeid Safarzadeh | Tianyoude | 27h03'02" |
| 2    | Vadim Pronskij   | Astana    | a 4'27"   |
| 3    | T. Batsaikhan    | Roojai    | a 9'24"   |
| 4    | Iderbold Bold    | Huansheng | a 13'05"  |
| 5    | Anton Kuzmin     | Astana    | a 35'03"  |

### Classifica a squadre
| Pos. | Squadra                       | Tempo     |
| ---- | ----------------------------- | --------- |
| 1    | Caja Rural-Seguros RGA        | 80h58'32" |
| 2    | Burgos-BH                     | a 8'55"   |
| 3    | Astana Qazaqstan Team         | a 11'46"  |
| 4    | Corratec Vini Fantini         | a 13'54"  |
| 5    | VF Group-Bardiani CSF-Faizanè | a 16'22"  |